# Croixdalle
Croixdalle est une commune française située dans le département de la Seine-Maritime en région Normandie.

## Géographie

### Hydrographie
La commune est située dans le bassin Seine-Normandie. Elle n'est drainée par aucun cours d'eau,. Néanmoins un plan d'eau est présent sur le territoire communal : la mare Saint-Fiacre (0,04 ha),.

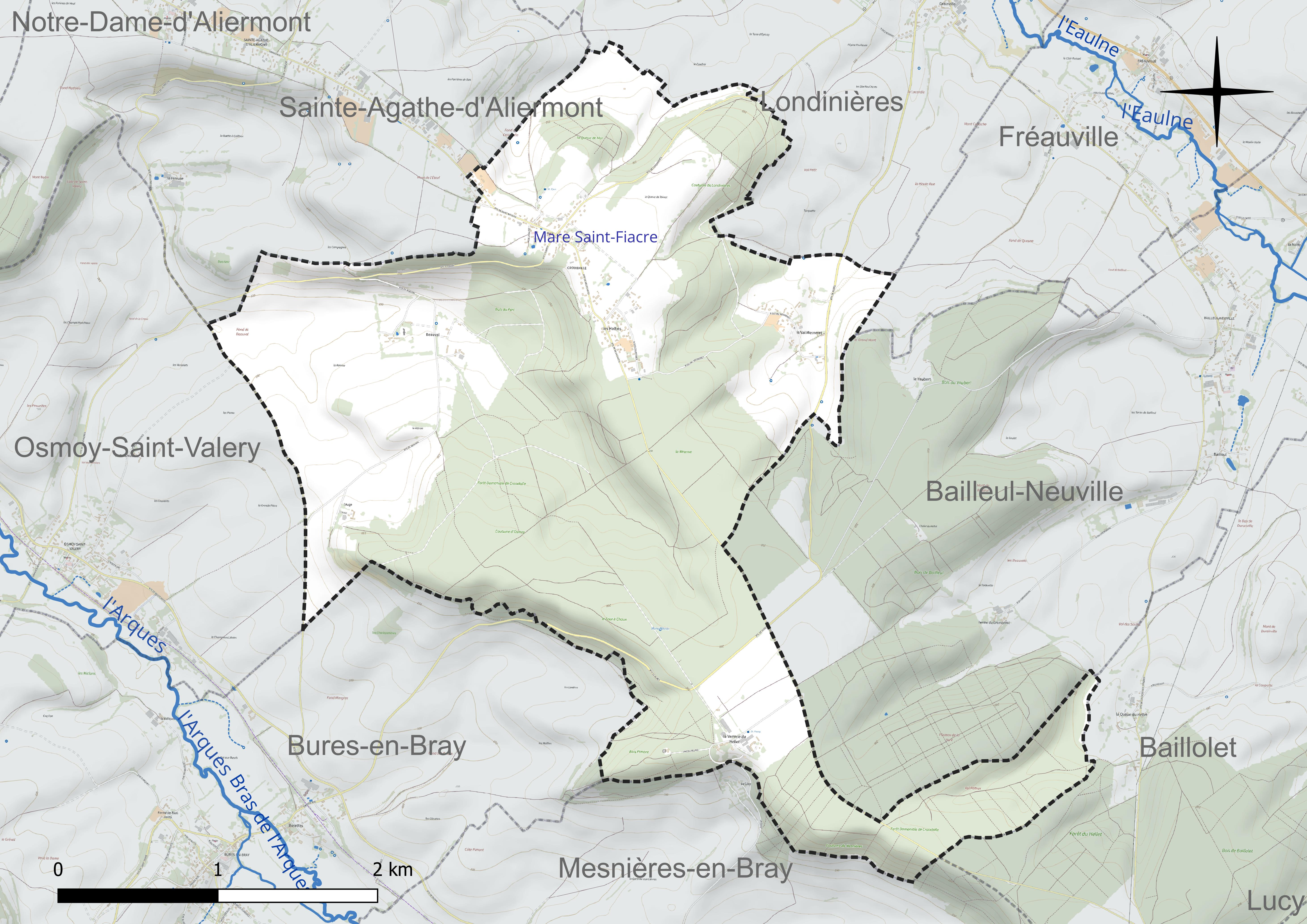
Réseau hydrographique de Croixdalle.

### Climat
Pour des articles plus généraux, voir Climat de la Normandie et Climat de la Seine-Maritime.
En 2010, le climat de la commune est de type climat océanique altéré, selon une étude du CNRS s'appuyant sur une série de données couvrant la période 1971-2000. En 2020, Météo-France publie une typologie des climats de la France métropolitaine dans laquelle la commune est exposée à un climat océanique et est dans la région climatique Côtes de la Manche orientale, caractérisée par un faible ensoleillement (1 550 h/an) ; forte humidité de l’air (plus de 20 h/jour avec humidité relative > 80 % en hiver), vents forts fréquents. Parallèlement le GIEC normand, un groupe régional d’experts sur le climat, différencie quant à lui, dans une étude de 2020, trois grands types de climats pour la région Normandie, nuancés à une échelle plus fine par les facteurs géographiques locaux. La commune est, selon ce zonage, exposée à un « climat contrasté des collines », correspondant au Pays de Bray, bien arrosé et frais.
Pour la période 1971-2000, la température annuelle moyenne est de 9,9 °C, avec une amplitude thermique annuelle de 13,7 °C. Le cumul annuel moyen de précipitations est de 888 mm, avec 13,7 jours de précipitations en janvier et 8,6 jours en juillet. Pour la période 1991-2020, la température moyenne annuelle observée sur la station météorologique la plus proche, située sur la commune de Bouelles à 15 km à vol d'oiseau, est de 10,7 °C et le cumul annuel moyen de précipitations est de 838,4 mm,. Pour l'avenir, les paramètres climatiques de la commune estimés pour 2050 selon différents scénarios d’émission de gaz à effet de serre sont consultables sur un site dédié publié par Météo-France en novembre 2022.

## Urbanisme

### Typologie
Au 1er janvier 2024, Croixdalle est catégorisée commune rurale à habitat dispersé, selon la nouvelle grille communale de densité à sept niveaux définie par l'Insee en 2022.
Elle appartient à l'unité urbaine de Saint-Nicolas-d'Aliermont, une agglomération intra-départementale regroupant quatre  communes, dont elle est une commune de la banlieue,,. La commune est en outre hors attraction des villes,.

### Occupation des sols
L'occupation des sols de la commune, telle qu'elle ressort de la base de données européenne d’occupation biophysique des sols Corine Land Cover (CLC), est marquée par l'importance des forêts et milieux semi-naturels (56,2 % en 2018), une proportion identique à celle de 1990 (56,2 %). La répartition détaillée en 2018 est la suivante : 
forêts (56,2 %), terres arables (23,5 %), prairies (18,3 %), zones urbanisées (2 %). L'évolution de l’occupation des sols de la commune et de ses infrastructures peut être observée sur les différentes représentations cartographiques du territoire : la carte de Cassini (XVIIIe siècle), la carte d'état-major (1820-1866) et les cartes ou photos aériennes de l'IGN pour la période actuelle (1950 à aujourd'hui).

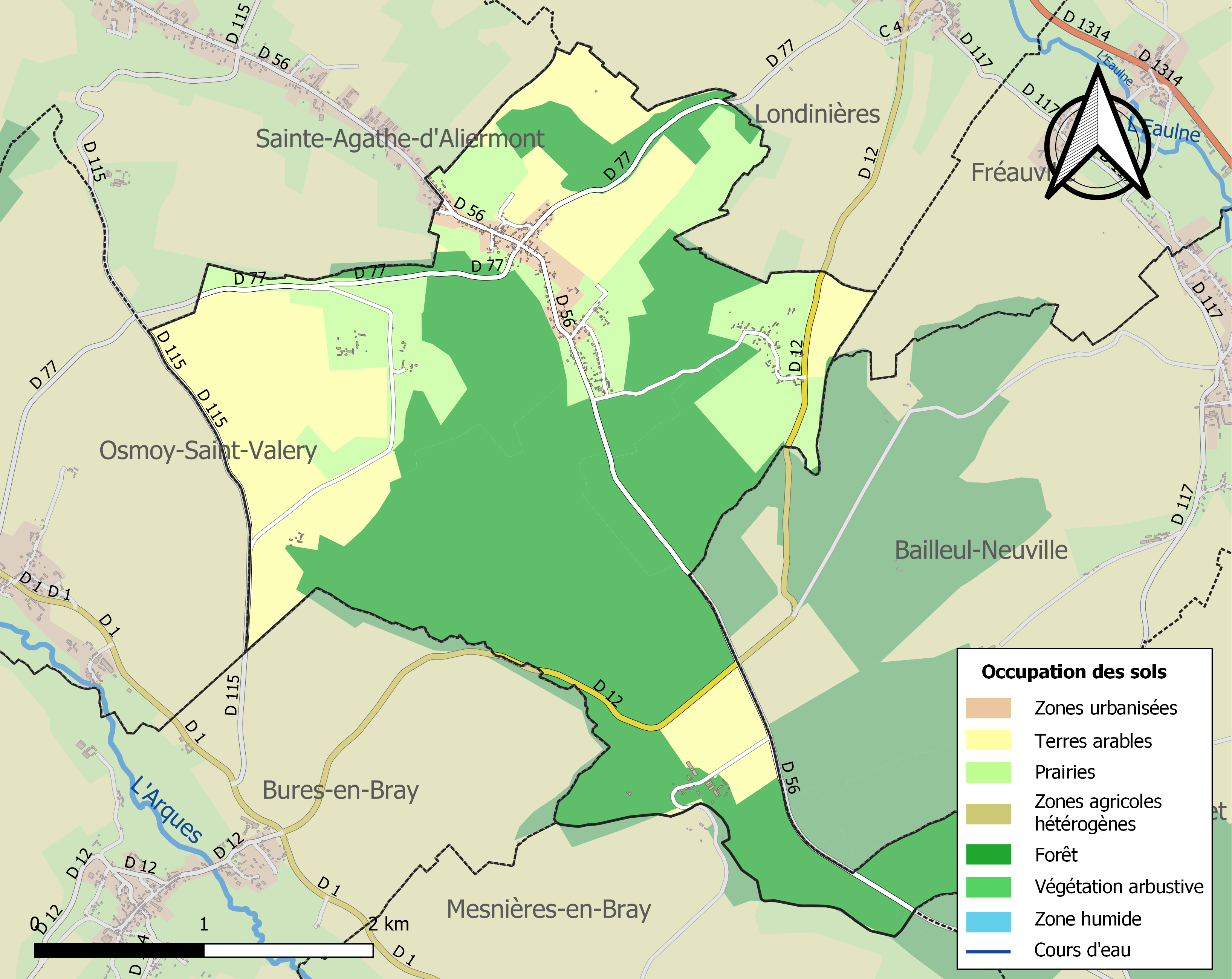
Carte des infrastructures et de l'occupation des sols de la commune en 2018 (CLC).

## Toponymie
Le nom de la localité est attesté sous la forme Craudale en 1253, ensuite la graphie est régulièrement Crodalle encore au XVIIIe siècle. La réfection savante Croixdalle n'apparaît qu'au XVIIe siècle, pour ne s'imposer qu'au XIXe siècle dans la graphie officielle.
Prononciation traditionnelle « Crôdal », selon l'étymologie.
Du vieil anglais crāwe, corneille (moderne crow) et anglo-danois dal(r), vallée (anglais dial. dale, danois dal) cf. toponymes en -dal et -dalle(s).
Homonymie avec Crodalles (Crodale, sans date), nom d'un ancien moulin (dit la Masse de Crodale) et d'une ferme au lieu-dit Fontenailles à Longues-sur-Mer (Calvados). Autre homonymie possible avec Groudle (Île de Man, Crawdale vers 1511).
Au cours de la Révolution française, la commune porta provisoirement les noms de Décadine et de Décadinière.

## Politique et administration
| Période                                  | Période                       | Identité            | Étiquette | Qualité                                                                         |
| ---------------------------------------- | ----------------------------- | ------------------- | --------- | ------------------------------------------------------------------------------- |
| Les données manquantes sont à compléter. |                               |                     |           |                                                                                 |
| mars 2001                                | 2008                          | Jean-Paul Mortaigne |           |                                                                                 |
| mars 2008                                | 2014                          | Xavier Villain      |           |                                                                                 |
| 2014                                     | En cours (au 10 juillet 2020) | Jean-Paul Martel    |           | Vice-président de la CC de Londinières (2020 → ) Réélu pour le mandat 2020-2026 |

## Démographie
L'évolution du nombre d'habitants est connue à travers les recensements de la population effectués dans la commune depuis 1793. Pour les communes de moins de 10 000 habitants, une enquête de recensement portant sur toute la population est réalisée tous les cinq ans, les populations de référence des années intermédiaires étant quant à elles estimées par interpolation ou extrapolation. Pour la commune, le premier recensement exhaustif entrant dans le cadre du nouveau dispositif a été réalisé en 2006.

En 2022, la commune comptait 337 habitants, en évolution de +13,85 % par rapport à 2016 (Seine-Maritime : +0,35 %, France hors Mayotte : +2,11 %).
| 1793 | 1800 | 1806 | 1821 | 1831 | 1836 | 1841 | 1846 | 1851 |
| ---- | ---- | ---- | ---- | ---- | ---- | ---- | ---- | ---- |
| 367  | 321  | 380  | 314  | 454  | 455  | 451  | 454  | 454  |

| 1856 | 1861 | 1866 | 1872 | 1876 | 1881 | 1886 | 1891 | 1896 |
| ---- | ---- | ---- | ---- | ---- | ---- | ---- | ---- | ---- |
| 413  | 407  | 406  | 396  | 416  | 374  | 360  | 367  | 357  |

| 1901 | 1906 | 1911 | 1921 | 1926 | 1931 | 1936 | 1946 | 1954 |
| ---- | ---- | ---- | ---- | ---- | ---- | ---- | ---- | ---- |
| 320  | 327  | 313  | 272  | 266  | 249  | 241  | 223  | 253  |

| 1962 | 1968 | 1975 | 1982 | 1990 | 1999 | 2006 | 2011 | 2016 |
| ---- | ---- | ---- | ---- | ---- | ---- | ---- | ---- | ---- |
| 226  | 234  | 224  | 238  | 232  | 230  | 210  | 224  | 296  |

| 2021 | 2022 | - | - | - | - | - | - | - |
| ---- | ---- | - | - | - | - | - | - | - |
| 328  | 337  | - | - | - | - | - | - | - |

## Culture locale et patrimoine

### Lieux et monuments
- Émetteur de FM et de TV avec tour hertzienne d'une hauteur de 200 mètres.
- Église Saint-Étienne.
- Manoir de Beauval.

### Personnalités liées à la commune
- Raymond Frémont (1880-1960), international français de football.

## Pour approfondir